# Escàndol dels falsos positius
L'escàndol de falsos positius van ser una sèrie de 4300 assassinats dins Colòmbia, com a part del conflicte armat actual en aquell país entre el govern, les FARC i l'ELN. Els membres de l'exèrcit van portar a modestos pobladors a llocs remots del país amb ofertes de feina, els va matar, i els va presentar a autoritats com guerrillers morts dins la batalla, en un esforç per inflar els recomptes de cossos i rebre promocions o altres beneficis.
El juny de 2012, un total de 3.350 casos van ser investigats a tot el país i es van aconseguir veredictes en 170 casos. Grups de drets humans van denunciat la lentitud dels procesos judicials..
El nom de l'escàndol es refereix al terme tècnic de "fals positiu" que descriu una prova que detecta falsament una condició que no està present..

## El cas Soacha de 2008

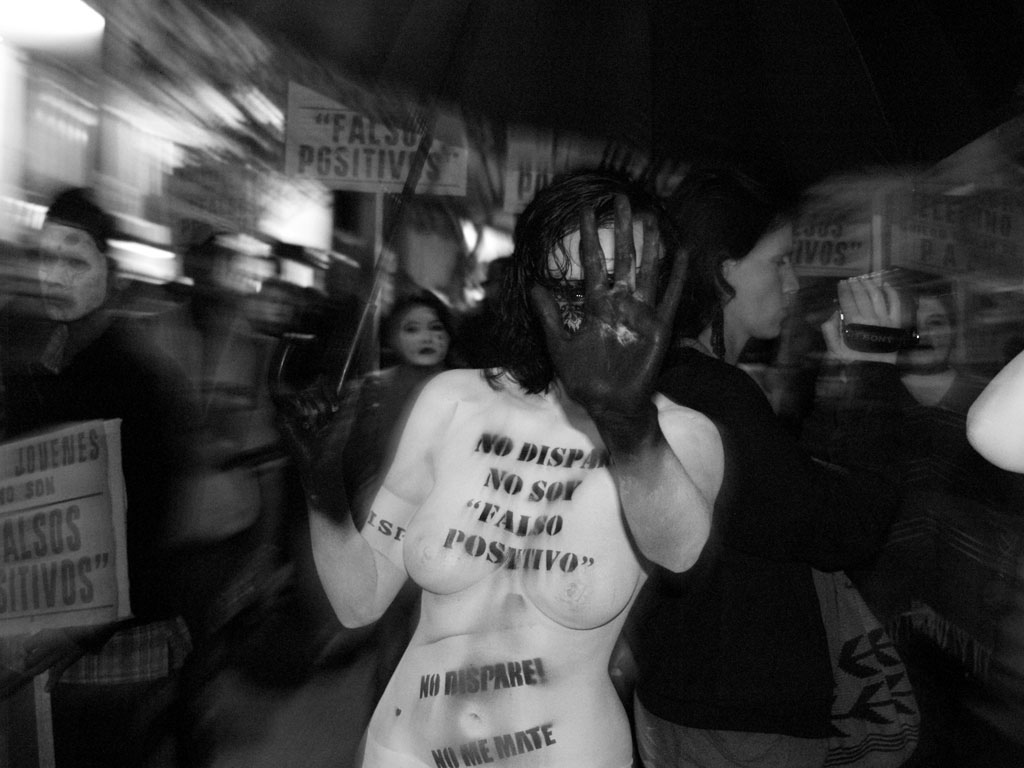
Actuació durant una protesta el 2010 a Bogotá contra l'escàndol de falsos positius

El 2008, 22 homes de Soacha havien estat seleccionats per una feina i va ser trobats morts a centenars de quilòmetres. Un reclutador més tard va testificar que havia rebut 500$ de l'exèrcit colombià per cada home que va reclutar i entregar. El juny de 2012 sis membres de l'exèrcit van ser sentenciats a presó.
Després de la descoberta de Soacha de 2008, el ministre de defensa Juan Manuel Santos va negar el seu coneixement de la situació i va acomiadar 27 agents, incloent tres generals i va canviar el sistema de recompte del cos de l'exèrcit. El General Mario Montoya, comandant de l'Exèrcit colombià, va dimitir el 4 de novembre de 2008. El President Alvaro Uribe va ordenar que els casos fossin portats pels tribunals civils per assegurar la imparcialitat.